# 沙希爾星隊
沙希爾星隊（Étoile Sportive du Sahel、阿拉伯语：‎，簡稱Etoile SS）是一支位於突尼西亞蘇塞的足球俱樂部，目前參加突尼斯頂級聯賽突尼斯足球甲級聯賽。
俱樂部於1925年5月11日成立，當時在蘇塞老城區Laroussi Zarouk Street的法阿學校協會總部舉行了一次大會，主席是切德利·布傑姆拉（Chedly Boujemla）、阿里·拉爾比（Ali Laârbi）和艾哈邁德·扎克拉維（Ahmed Zaklaoui）。大會的目的是建立一個體育教育學會。他們在選擇球隊的顏色時選擇突尼斯國旗的顏色：帶有星星圖案的紅色球衣以及白色短褲。法國殖民當局曾阻止他們使用這些顏色，但在球隊領導人的堅持下，最終他們使用這套設計。英文名稱的意思是薩赫勒海岸的體育之星。
在國際賽事方面，沙希爾星隊贏得的獎盃比突尼西亞其他任何隊伍都多，目前擁有一個非洲冠軍聯賽冠軍、兩個非洲超級盃冠軍、兩個非洲聯盟盃冠軍和兩個非洲優勝者盃。沙希爾星隊是第一支參加世界冠軍球會杯的突尼斯球隊，他們參加2007年國際足協世界冠軍球會盃，並成為繼2006年艾阿里之後，第二支非洲球隊參加世界冠軍球會盃晉級準決賽，他們在第二圈擊敗帕丘卡。

## 球會榮譽
本土
- 突尼西亞足球甲級聯賽：
  - 冠軍 (11)：1949–50, 1957–58, 1962–63, 1965–66, 1971–72, 1985–86, 1986–87, 1996–97, 2006–07, 2015–16, 2022–23
- 突尼西亞盃：
  - 冠軍 (10)：1958–59, 1962–63, 1973–74, 1974–75, 1980–81, 1982–83, 1995–96, 2011–12, 2013–14, 2014–15
- 突尼西亞聯賽盃：
  - 冠軍 (1)：2004–05
- 突尼西亞超級盃：
  - 冠軍 (3)：1973, 1986, 1987

洲際
- 非洲聯賽冠軍盃：
  - 冠軍 (1)：2007
- 非洲聯盟盃：
  - 冠軍 (2)：2006, 2015
- 非洲盃賽冠軍盃：
  - 冠軍 (2)：1997, 2003
- 非洲足協盃：
  - 冠軍 (2)：1995, 1999
- 非洲超級盃：
  - 冠軍 (2)：1998 , 2008
- 阿拉伯球會冠軍盃：
  - 冠軍 (1)：2018–19
- 世界冠軍球會杯：
  - 季軍 (1)：2007

## 外部連結
- （阿拉伯文） （法文） Official Site （页面存档备份，存于）
- Supporters site （页面存档备份，存于）
- Ultras supporters site （页面存档备份，存于）
- In Arabic supporters site （页面存档备份，存于）
- EssNews （页面存档备份，存于）
- Etoiliste